# Zdeněk Fierlinger
Zdeněk Fierlinger, křtěn Zdenko Jindřich Eugen Maria (11. července 1891 Olomouc – 2. května 1976 Praha) byl vysoký sociálnědemokratický a později komunistický funkcionář, československý premiér v letech 1945–1946 (v prvních dvou poválečných vládách). Jeho jméno je spojováno především se zradou vlastní demokratické strany a jejím „sloučením“ s KSČ po komunistickém převratu v roce 1948.

## Život

### Původ a počátek kariéry
Pocházel ze středostavovské rodiny, otec byl středoškolským učitelem v Olomouci. Vystudoval gymnázium. První světová válka ho zastihla v Rusku, kde vstoupil jako důstojník do československých legií. Za statečnost v boji byl jmenován rytířem řádu sv. Jiří. Byl velitelem čety tzv. sokolské komandy. Byl kamarádem plukovníka Švece (chodili spolu na rozvědku). U Zborova byl velitelem 9. roty.
Po Zborovu se měl stát velitelem praporu (stejně jako Švec, Husák a Muller), byl však odeslán odbočkou Československé národní rady s Emanuelem Voskou do USA, aby pomáhal náboru a formování českého vojska v USA. Potom přešel do legií ve Francii.
Po válce se vrátil do Československa a vstoupil do diplomatických služeb. Byl postupně vyslancem v Nizozemsku, Rumunsku, USA, Švýcarsku a Rakousku. V tomto období byl blízkým přítelem a spolupracovníkem Edvarda Beneše. V roce 1924 vstoupil do sociálně demokratické strany.

### Působení v SSSR
Od roku 1937 do roku 1945 zastával post vyslance (a později velvyslance) v SSSR. Převládá názor, že již dříve ve třicátých letech se stal agentem sovětské tajné služby NKVD. V tomto svém „moskevském období“ byl velice blízký exilovému vedení KSČ v čele s Klementem Gottwaldem, které k němu mělo naprostou důvěru. To se projevilo například v roce 1943, kdy komunisté spolu s Fierlingerem „připravili“ podepsání československo-sovětské smlouvy. Podle publicisty Karla Pacnera Fierlinger jako československý vyslanec v Moskvě tam spíš prosazoval zájmy Kremlu než Londýnské vlády, jak měl podle svého pověření činit. Například když propuklo Pražské povstání, naléhal spolu s Gottwaldem na Stalina, aby zajistil, že sovětská armáda dorazí do Prahy dříve než americká.

### Konec války a nástup komunistů k moci
4. dubna 1945 se stal v exilu předsedou československé vlády a zůstal jím i po návratu do Československa až do voleb v roce 1946. Zároveň se stal vůdcem „levého křídla“ sociální demokracie, které usilovalo o co nejtěsnější spolupráci s KSČ. Po prvních poválečných volbách zastával post náměstka předsedy vlády v První vládě Klementa Gottwalda.
V letech 1946–1947 byl předsedou Československé sociální demokracie. V listopadu 1947 byl z předsednictva vyloučen, a také odvolán z vlády. Po komunistickém převratu v únoru 1948 byl hlavním iniciátorem „sloučení“ sociálních demokratů s komunisty – fakticky však spíše likvidace sociální demokracie a převedení části strany do KSČ. Odměnou mu bylo ještě v roce 1948 místo v Ústředním výboru KSČ. V druhé vládě Klementa Gottwalda, která existovala od 25. února do 15. června 1948, byl ministrem průmyslu. Následně působil v letech 1948–1953 jako místopředseda vlády Antonína Zápotockého a Viliama Širokého, předseda Národního shromáždění ČSR i Národního shromáždění ČSSR (1953–1964) a ministr pověřený řízením Státního úřadu pro věci církevní (1951–1953). Až do roku 1966 (do svých pětasedmdesáti let) byl členem předsednictva Ústředního výboru KSČ.
V roce 1968 působil mimo jiné v rámci Svazu československo-sovětského přátelství a jedním z jeho posledních veřejných vystoupení bylo vedení jeho delegaci po srpnové okupaci na sovětské velvyslanectví, údajně s protestní nótou. Po invazi vojsk Varšavské smlouvy do Československa byl totiž ráno 21. srpna 1968 zvolen členem delegace Národního shromáždění (Dušan Špálovský, Zdeněk Fierlinger, Andrej Žiak, Josef Zedník, Alois Poledňák a Vladimír Kaigl), jejímž úkolem bylo sdělit stanovisko Národního shromáždění k okupaci velvyslanci Sovětského svazu a navázat kontakt s prezidentem republiky Ludvíkem Svobodou.
Zemřel v neděli 2. května 1976 v Praze a byl pohřben na olomouckém Ústředním hřbitově v Neředíně.

### Rodina
Jeho synovcem je výtvarník a režisér Paul Fierlinger a též atlet a novinář Evžen Rošický, popravený během okupace roku 1942 za odbojovou činnost.